# Dakar-rally 2025
De Dakar-rally 2025 was de 47e editie van de Dakar-rally, en de zesde in Azië. Deze editie werd geheel in Saoedi-Arabië gereden. De rally startte in Bisha, had een rustdag in Hail en finishte uiteindelijk in Shubaytah. 

## Etappes
| Etappe       | Datum       | Van          | Naar         | Afstand: Verbinding / Special |
| ------------ | ----------- | ------------ | ------------ | ----------------------------- |
| Proloog      | 3 januari   | Bisha        | Bisha        | 79 km / 29 km                 |
| 1            | 4 januari   | Bisha        | Bisha        | 500 km / 412 km               |
| 2 (marathon) | 5-6 januari | Bisha        | Bisha        | 1057 km / 965 km              |
| 3            | 7 januari   | Bisha        | Al Henakiyah | 845 km / 496 km               |
| 4            | 8 januari   | Al Henakiyah | Al-'Ula      | 588 km / 415 km               |
| 5            | 9 januari   | Al-'Ula      | Hail         | 491 km / 428 km               |
| -            | 10 januari  | Hail         | Hail         | Rustdag                       |
| 6            | 11 januari  | Hail         | Al Duwadimi  | 829 km / 606 km               |
| 7            | 12 januari  | Al Duwadimi  | Al Duwadimi  | 745 km / 481 km               |
| 8            | 13 januari  | Al Duwadimi  | Riyadh       | 733 km / 487 km               |
| 9            | 14 januari  | Riyadh       | Haradh       | 589 km / 357 km               |
| 10           | 15 januari  | Haradh       | Shubaytah    | 638 km / 119 km               |
| 11           | 16 januari  | Shubaytah    | Shubaytah    | 506 km / 280 km               |
| 12           | 17 januari  | Shubaytah    | Shubaytah    | 205 km / 134 km               |

## Aantal deelnemers
Onderstaande tabel laat zien hoeveel deelnemers er aan de start staan, hoeveel er op de rustdag nog over zijn, en hoeveel uiteindelijk de eindstreep halen.
| Moment  | Motoren | Auto's | Lichte prototypes(T3) | UTV's(T4) | Vrachtauto's | Klassiekers | Totaal |
| ------- | ------- | ------ | --------------------- | --------- | ------------ | ----------- | ------ |
| Start   | 136     | 67     | 54                    | 51        | 45           | 95          | 448    |
| Rustdag |         |        |                       |           |              |             |        |
| Einde   |         |        |                       |           |              |             |        |

## Uitslagen

### Etappewinnaars
| Etappe       | Motoren           | Auto's              | Lichte prototypes (T3) | UTV's (T4)                | Vrachtauto's          | Klassiekers        | Mission 1000     |
| ------------ | ----------------- | ------------------- | ---------------------- | ------------------------- | --------------------- | ------------------ | ---------------- |
| Proloog      | Daniel Sanders    | Henk Lategan        | Corbin Leaverton       | Brock Heger               | Mitchel van den Brink | Juan Morera        | Benjamín Pascual |
| Etappe 1     | Daniel Sanders    | Seth Quintero       | Nicolás Cavigliasso    | Xavier de Soultrait       | Mitchel van den Brink | Carlos Santaolalla | Jordi Juvanteny  |
| Etappe 2     | Daniel Sanders    | Rokas Baciuška      | Paul Spierings         | Brock Heger               | Martin Macík          | Lorenzo Traglio    | Jordi Juvanteny  |
| Etappe 3     | Lorenzo Santolino | Saood Variawa       | Nicolás Cavigliasso    | Francisco López Contardo  | Aleš Loprais          | Carlos Santaolalla | Jordi Juvanteny  |
| Etappe 4     | Daniel Sanders    | Yazeed Al-Rajhi     | Nicolás Cavigliasso    | Sara Price                | Martin Macík          | Carlos Santaolalla | Jordi Juvanteny  |
| Etappe 5     | Luciano Benavides | Seth Quintero       | Yasir Seaidan          | Francisco López Contardo  | Martin Macík          | Carlos Santaolalla | Yoshio Ikemachi  |
| Etappe 6     | Ricky Brabec      | Guillaume De Mévius | Yasir Seaidan          | Francisco López Contardo  | Mitchel van den Brink | Juraj Šebalj       | Yoshio Ikemachi  |
| Etappe 7     | Daniel Sanders    | Lucas Moraes        | Corbin Leaverton       | Jeremías González Ferioli | Aleš Loprais          | Carlos Santaolalla | Jordi Juvanteny  |
| Etappe 8     | Luciano Benavides | Henk Lategan        | Pau Navarro            | Jeremías González Ferioli | Martin Macík          | Carlos Santaolalla | Jordi Juvanteny  |
| Etappe 9     | Luciano Benavides | Nasser Al-Attiyah   | David Zille            | Francisco López Contardo  | Aleš Loprais          | Dirk Van Rompuy    | Jordi Juvanteny  |
| Etappe 10    | Michael Docherty  | Nani Roma           | Dania Akeel            | Francisco López Contardo  | Aleš Loprais          | Carlos Santaolalla | Jordi Juvanteny  |
| Etappe 11    | Tosha Schareina   | Mattias Ekström     | Yasir Seaidan          | Sara Price                | Martin Macík          | Dirk Van Rompuy    | Jordi Juvanteny  |
| Etappe 12    | Michael Docherty  | Nasser Al-Attiyah   | Paul Spierings         | Sara Price                | Aleš Loprais          | Carlos Santaolalla | Benjamín Pascual |
| Eindwinnaars | Daniel Sanders    | Yazeed Al-Rajhi     | Nicolás Cavigliasso    | Brock Heger               | Martin Macík          | Carlos Santaolalla | Jordi Juvanteny  |